# Kandidatenturnier Madrid 2022
Das Kandidatenturnier 2022 war ein Schachturnier, das vom 16. Juni bis zum 4. Juli 2022 in Madrid stattfand, um den Herausforderer des Schachweltmeisters Magnus Carlsen bei der Schachweltmeisterschaft 2023 zu ermitteln. Da dieser aber auf die Verteidigung seines Titels verzichtet hatte, wurde die Schachweltmeisterschaft 2023 zwischen dem Sieger des Kandidatenturniers Jan Nepomnjaschtschi und dem Zweitplatzierten Ding Liren ausgetragen.

## Teilnehmer
Für das Turnier qualifizierten sich insgesamt acht Spieler auf unterschiedliche Weise.
| Spieler              | Qualifikationsweg                                                       | Elo-Zahl (Juni 2022) | Platz Weltrangliste (Juni 2022) |
| -------------------- | ----------------------------------------------------------------------- | -------------------- | ------------------------------- |
| Jan Nepomnjaschtschi | Verlierer der Schachweltmeisterschaft 2021                              | 2766                 | 07                              |
| Jan-Krzysztof Duda   | Sieger des Schach-Weltpokals 2021                                       | 2750                 | 16                              |
| Alireza Firouzja     | Sieger des FIDE Grand Swiss Tournament 2021                             | 2793                 | 03                              |
| Fabiano Caruana      | Zweitplatzierter beim FIDE Grand Swiss Tournament 2021                  | 2783                 | 04                              |
| Hikaru Nakamura      | Sieger des FIDE Grand Prix 2022                                         | 2760                 | 11                              |
| Richárd Rapport      | Zweitplatzierter des FIDE Grand Prix 2022                               | 2764                 | 08                              |
| Teymur Rəcəbov       | nominiert als Ausgleich für seinen Rücktritt vom Kandidatenturnier 2020 | 2753                 | 13                              |
| Ding Liren           | Weltrangliste (Nachrücker für Karjakin)                                 | 2806                 | 02                              |
| Sergei Karjakin      | disqualifiziert (Zweitplatzierter Schach-Weltpokal 2021)                | 2747                 | 17                              |

Ursprünglich war Sergei Karjakin als Zweitplatzierter des Weltpokals 2021 qualifiziert gewesen. Aufgrund von Äußerungen, in denen er den von Russland geführten Krieg gegen die Ukraine unterstützte, wurde er vom Schachverband FIDE im März 2022 für sechs Monate gesperrt.
Laut den Regularien der FIDE würde sein Platz an den am höchsten platzierten Spieler der Weltrangliste vergeben werden, der nicht schon auf andere Art qualifiziert war und im maßgebenden Jahreszeitraum (Mai 2021 bis April 2022) mindestens 30 Turnierpartien gespielt hatte. Ding Liren stand auf Platz 2 der Weltrangliste, hatte aber zum Zeitpunkt von Karjakins Disqualifikation nur vier Partien vorzuweisen. Es gelang Ding jedoch, in mehreren vom chinesischen Schachverband kurzfristig anberaumten Turnieren, weitere 28 Partien in nur einem Monat (27. März bis 24. April 2022) zu spielen (davon sechs in einem Wettkampf mit Wei Yi) und damit die benötigte Anzahl Partien doch noch zu erreichen. Damit erfüllte er die Regularien der FIDE und rückte in das Kandidatenturnier nach. In Folge änderte die FIDE die Regularien für künftige Kandidatenturniere so, dass mehr Partien zu spielen sind, und mehrheitlich in Turnieren mit einer Beteiligung von mindestens vier Verbänden.

## Modus
Die Eröffnungs- und Abschlusszeremonie fanden im Luxushotel Four Seasons in der spanischen Hauptstadt statt. Der Austragungsort war der Santoña-Palast.
Es wurde ein doppelrundiges Turnier gespielt, also insgesamt 14 Runden. Beginnend mit dem 17. Juni wurde jeden Tag eine Runde gespielt, wobei nach der 3., 6., 9. und 12. Runde jeweils ein Ruhetag eingeschoben wurde. Im Fall von Punktegleichheit an der Spitze wäre zur Ermittlung des Siegers noch eine zweite und dritte Play-off-Runde zwischen den Erstplatzierten in Form von Schnellpartien erfolgt. Alle Play-off-Partien sollten (falls nötig) am 5. Juli gespielt werden.
Zur Ermittlung der weiteren Plätze galt bei Punktegleichheit die folgende Feinwertung (in absteigender Priorität):
1. Wertung nach Sonneborn-Berger
2. Anzahl gewonnener Partien (kam nicht zur Anwendung)
3. Direkter Vergleich (kam nicht zur Anwendung)

Als Bedenkzeit kam ein klassisches Format zur Anwendung: jeweils 120 Minuten Startzeit für die ersten 40 Züge, danach zusätzliche 60 Minuten für die nächsten 20 Züge, gefolgt von weiteren 15 Minuten für den Rest der Partie. Ein Zeitinkrement von 30 Sekunden pro Zug gab es ab dem 61. Zug.
Das Kandidatenturnier diente der Qualifikation für die Weltmeisterschaft 2023. Diese sollte zwischen dem amtierenden Weltmeister und dem Sieger des Kandidatenturniers ausgetragen werden. Für den Fall, dass einer der beiden ausfallen würde, sollte der Zweitplatzierte des Kandidatenturniers nachrücken. Bereits nach der Schachweltmeisterschaft 2021 hatte der Weltmeister Magnus Carlsen über mangelnde Motivation für eine weitere Titelverteidigung gesprochen. Ob er noch einmal antreten oder seinen Titel zurückgeben würde, ließ er zunächst offen. Lediglich im Falle einer Qualifikation des jüngsten Teilnehmers, Alireza Firouzja, hätte er Interesse an einem Weltmeisterschaftsmatch. Daher war auch der zweite Platz potenziell von Bedeutung.

## Verlauf
In der Hinrunde zeichnete sich ein Kopf-an-Kopf-Rennen der Sieger der beiden vorangegangenen Kandidatenturniere, Nepomnjaschtschi (2020/21) und Caruana (2018), ab. Beide gewannen ihre Auftaktspiele, Nepomnjaschtschi beendete die Hinrunde ungeschlagen mit überragenden 5½ Punkten aus 7 Partien, dicht gefolgt von Caruana, ebenfalls ungeschlagen, mit 5 Punkten. Der Abstand zum Drittplatzierten (Nakamura) betrug dabei schon 1½ Punkte. Nepomnjaschtschi hatte in der letzten Partie der Hinrunde gegen Rapport Glück, dass sein Gegner (zu Caruanas Befremden) ein sicheres Remis durch Zugwiederholung ausschlug und später noch verlor. Für die beiden nach ELO-Zahl stärksten Spieler hingegen verlief die Hinrunde enttäuschend: Ding (Elo 2806) verlor bereits seine erste Partie, vergab in Runde 4 und 5 klare Vorteile gegen Caruana und Rəcəbov und erzielte sieglos nur 3 Punkte. Firouzja (Elo 2793) stand mit 2½ Punkten sogar am Tabellenende.
In der Rückrunde verfolgten die beiden Führenden unterschiedliche Strategien: Nepomnjaschtschi spielte auf Sicherheit und wählte Eröffnungsvarianten mit Remistendenz. Die Strategie ging auf: Er verlor kein einziges Mal und konnte gegen Firouzja einen klaren Sieg erzielen. Caruana hingegen wählte riskanteres Spiel, um zu Nepomnjaschtschi aufschließen zu können. Aber aus den ersten drei Partien der Rückrunde holte er nur einen halben Punkt gegen Nepomnjaschtschi, der eine deutlich schlechtere Position remis halten konnte. Als Caruana dann in der folgenden elften Runde eine vorteilhafte, aber komplizierte Endspielstellung gegen Ding nicht nutzen konnte und am Ende sogar noch verlor, musste er seine Hoffnungen begraben. Ding hingegen erzielte damit seinen dritten Sieg in Folge und stand nun auf Platz 2. In Runde 12 fiel dann die Entscheidung um den Turniersieg: Ding verlor gegen Rəcəbov, Nepomnjaschtschi hingegen spielte ein kurzes Remis gegen Nakamura und hatte nun zwei Runden vor Schluss 2 Punkte Vorsprung vor Ding und Nakamura. Ein Remis in Runde 13 stellte den Sieg sicher.
Da der Sieger nun feststand, und weil bei einem möglichen Rücktritt Carlsens auch der zweite Platz für die Qualifikation zur WM ausreichen konnte, richtete sich das Interesse hauptsächlich auf den Kampf um Platz 2. Zu diesem Zeitpunkt hatten noch zwei Spieler Chancen: Hikaru Nakamura mit 7,5 Punkten und Ding Liren mit 7 Punkten. Diese beiden Spieler trafen in der 14. und letzten Runde aufeinander, in der Ding Liren sich mit einem Sieg den zweiten Platz sicherte.
Nachdem Carlsen am 20. Juli 2022 bekanntgab, dass er nicht zur Weltmeisterschaft 2023 antreten werde, standen Ian Nepomnjaschtschi und Ding Liren als Kontrahenten des WM-Matches fest.

## Ergebnisse

### Rundenübersicht
Die Paarungen wurden am 28. April 2022 bekannt gegeben. Es gab folgende Ergebnisse:
| 1. Runde, 17. Juni 2022 |                      |     |
| Jan-Krzysztof Duda      | Richárd Rapport      | ½:½ |
| Ding Liren              | Jan Nepomnjaschtschi | 0:1 |
| Fabiano Caruana         | Hikaru Nakamura      | 1:0 |
| Teymur Rəcəbov          | Alireza Firouzja     | ½:½ |
| 2. Runde, 18. Juni 2022 |                      |     |
| Richárd Rapport         | Alireza Firouzja     | ½:½ |
| Hikaru Nakamura         | Teymur Rəcəbov       | 1:0 |
| Jan Nepomnjaschtschi    | Fabiano Caruana      | ½:½ |
| Jan-Krzysztof Duda      | Ding Liren           | ½:½ |
| 3. Runde, 19. Juni 2022 |                      |     |
| Ding Liren              | Richárd Rapport      | ½:½ |
| Fabiano Caruana         | Jan-Krzysztof Duda   | ½:½ |
| Teymur Rəcəbov          | Jan Nepomnjaschtschi | ½:½ |
| Alireza Firouzja        | Hikaru Nakamura      | ½:½ |
| 4. Runde, 21. Juni 2022 |                      |     |
| Richárd Rapport         | Hikaru Nakamura      | ½:½ |
| Jan Nepomnjaschtschi    | Alireza Firouzja     | 1:0 |
| Jan-Krzysztof Duda      | Teymur Rəcəbov       | ½:½ |
| Ding Liren              | Fabiano Caruana      | ½:½ |
| 5. Runde, 22. Juni 2022 |                      |     |
| Fabiano Caruana         | Richárd Rapport      | ½:½ |
| Teymur Rəcəbov          | Ding Liren           | ½:½ |
| Alireza Firouzja        | Jan-Krzysztof Duda   | ½:½ |
| Hikaru Nakamura         | Jan Nepomnjaschtschi | ½:½ |
| 6. Runde, 23. Juni 2022 |                      |     |
| Teymur Rəcəbov          | Richárd Rapport      | ½:½ |
| Alireza Firouzja        | Fabiano Caruana      | 0:1 |
| Hikaru Nakamura         | Ding Liren           | ½:½ |
| Jan Nepomnjaschtschi    | Jan-Krzysztof Duda   | 1:0 |
| 7. Runde, 25. Juni 2022 |                      |     |
| Richárd Rapport         | Jan Nepomnjaschtschi | 0:1 |
| Jan-Krzysztof Duda      | Hikaru Nakamura      | ½:½ |
| Ding Liren              | Alireza Firouzja     | ½:½ |
| Fabiano Caruana         | Teymur Rəcəbov       | 1:0 |

| 8. Runde, 26. Juni 2022  |                      |     |
| Richárd Rapport          | Jan-Krzysztof Duda   | 1:0 |
| Jan Nepomnjaschtschi     | Ding Liren           | ½:½ |
| Hikaru Nakamura          | Fabiano Caruana      | 1:0 |
| Alireza Firouzja         | Teymur Rəcəbov       | ½:½ |
| 9. Runde, 27. Juni 2022  |                      |     |
| Alireza Firouzja         | Richárd Rapport      | 1:0 |
| Teymur Rəcəbov           | Hikaru Nakamura      | 1:0 |
| Fabiano Caruana          | Jan Nepomnjaschtschi | ½:½ |
| Ding Liren               | Jan-Krzysztof Duda   | 1:0 |
| 10. Runde, 29. Juni 2022 |                      |     |
| Richárd Rapport          | Ding Liren           | 0:1 |
| Jan-Krzysztof Duda       | Fabiano Caruana      | 1:0 |
| Jan Nepomnjaschtschi     | Teymur Rəcəbov       | ½:½ |
| Hikaru Nakamura          | Alireza Firouzja     | 1:0 |
| 11. Runde, 30. Juni 2022 |                      |     |
| Hikaru Nakamura          | Richárd Rapport      | ½:½ |
| Alireza Firouzja         | Jan Nepomnjaschtschi | 0:1 |
| Teymur Rəcəbov           | Jan-Krzysztof Duda   | ½:½ |
| Fabiano Caruana          | Ding Liren           | 0:1 |
| 12. Runde, 1. Juli 2022  |                      |     |
| Richárd Rapport          | Fabiano Caruana      | ½:½ |
| Ding Liren               | Teymur Rəcəbov       | 0:1 |
| Jan-Krzysztof Duda       | Alireza Firouzja     | ½:½ |
| Jan Nepomnjaschtschi     | Hikaru Nakamura      | ½:½ |
| 13. Runde, 3. Juli 2022  |                      |     |
| Jan Nepomnjaschtschi     | Richárd Rapport      | ½:½ |
| Hikaru Nakamura          | Jan-Krzysztof Duda   | 1:0 |
| Alireza Firouzja         | Ding Liren           | ½:½ |
| Teymur Rəcəbov           | Fabiano Caruana      | ½:½ |
| 14. Runde, 4. Juli 2022  |                      |     |
| Richárd Rapport          | Teymur Rəcəbov       | 0:1 |
| Fabiano Caruana          | Alireza Firouzja     | 0:1 |
| Ding Liren               | Hikaru Nakamura      | 1:0 |
| Jan-Krzysztof Duda       | Jan Nepomnjaschtschi | ½:½ |

Von den insgesamt 56 Partien endeten 33 remis, 14 Mal gewann Weiß und 9 Mal Schwarz. Weiß erzielte 30½ von 56 Punkten, (54 %), Schwarz 25½ Punkte (46 %).

14 der 23 entschiedenen Partien wurden in der Rückrunde gespielt.

### Punktestand nach Runden
| Name                 | P1 | P2 | P3 | P4 | P5 | P6 | P7 | P8 | P9 | P10 | P11 | P12 | P13 | P14 |
| -------------------- | -- | -- | -- | -- | -- | -- | -- | -- | -- | --- | --- | --- | --- | --- |
| Jan Nepomnjaschtschi | 1  | 1½ | 2  | 3  | 3½ | 4½ | 5½ | 6  | 6½ | 7   | 8   | 8½  | 9   | 9½  |
| Ding Liren           | 0  | ½  | 1  | 1½ | 2  | 2½ | 3  | 3½ | 4½ | 5½  | 6½  | 6½  | 7   | 8   |
| Teymur Rəcəbov       | ½  | ½  | 1  | 1½ | 2  | 2½ | 2½ | 3  | 4  | 4½  | 5   | 6   | 6½  | 7½  |
| Hikaru Nakamura      | 0  | 1  | 1½ | 2  | 2½ | 3  | 3½ | 4½ | 4½ | 5½  | 6   | 6½  | 7½  | 7½  |
| Fabiano Caruana      | 1  | 1½ | 2  | 2½ | 3  | 4  | 5  | 5  | 5½ | 5½  | 5½  | 6   | 6½  | 6½  |
| Alireza Firouzja     | ½  | 1  | 1½ | 1½ | 2  | 2  | 2½ | 3  | 4  | 4   | 4   | 4½  | 5   | 6   |
| Jan-Krzysztof Duda   | ½  | 1  | 1½ | 2  | 2½ | 2½ | 3  | 3  | 3  | 4   | 4½  | 5   | 5   | 5½  |
| Richárd Rapport      | ½  | 1  | 1½ | 2  | 2½ | 3  | 3  | 4  | 4  | 4   | 4½  | 5   | 5½  | 5½  |

### Endstand
| Platz | Spieler              | Pkt | TB 1) | JN | DL | TR | HN | FC | AF | JD | RR |
| ----- | -------------------- | --- | ----- | -- | -- | -- | -- | -- | -- | -- | -- |
| 1     | Jan Nepomnjaschtschi | 9½  |       | —  | ½1 | ½  | ½  | ½  | 1  | 1½ | ½1 |
| 2     | Ding Liren           | 8   |       | 0½ | —  | 0½ | 1½ | ½1 | ½  | ½1 | 1½ |
| 3     | Teymur Rəcəbov       | 7½  | 52,00 | ½  | ½1 | —  | 10 | ½0 | ½  | ½  | ½1 |
| 4     | Hikaru Nakamura      | 7½  | 50,25 | ½  | ½0 | 10 | —  | 10 | 1½ | 1½ | ½  |
| 5     | Fabiano Caruana      | 6½  |       | ½  | 0½ | 1½ | 10 | —  | 01 | ½0 | ½  |
| 6     | Alireza Firouzja     | 6   |       | 0  | ½  | ½  | ½0 | 01 | —  | ½  | 1½ |
| 7     | Jan-Krzysztof Duda   | 5½  | 38,50 | ½0 | ½0 | ½  | ½0 | 1½ | ½  | —  | ½0 |
| 8     | Richárd Rapport      | 5½  | 37,75 | 0½ | 0½ | 0½ | ½  | ½  | ½0 | 1½ | —  |

Anders als noch bei vorangegangenen Kandidatenturnieren entfiel der direkte Vergleich von punktgleichen Spielern als erster Tie-Break. Stattdessen kamen alle Teilnehmer mit der Regel überein, dass im Fall eines geteilten 1. Platzes ein Match ähnlich dem Schach-Weltpokal veranstaltet werden soll, um einen Sieger zum ermitteln, in dem die zwei nach Tie-Break besten Spieler antreten. Diese Tie-Break-Regel kam jedoch nicht zur Anwendung.